# 슬 (악기)

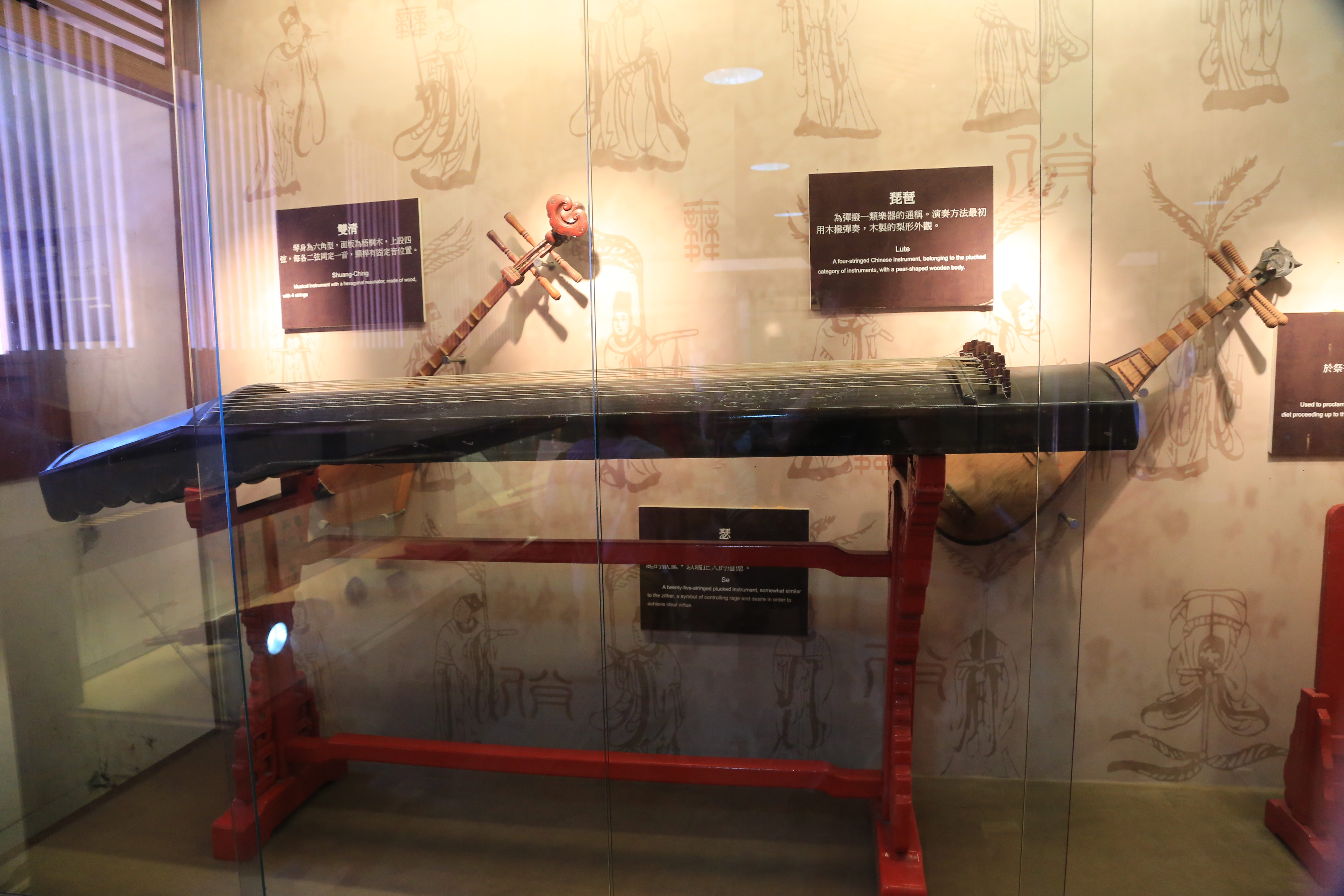

슬(瑟)은 중국 고대 악기의 하나로 금과 더불어 아악에서 쓰이는 발현 악기이다. 한국에도 전래되어 사용되었다. 금과는 달리 줄을 떠받치는 음주를 가지며 25현으로 되어 있는데, 가운데의 주선은 무율로 연주에는 사용하지 않는다. 좌우 12율로 되어 있는데, 본율 12음은 오른손 인지로 타고, 청성 12음은 왼손 인지로 동시에 타서 8도의 화음을 내도록 되어 있다. 소리가 약한 것이 단점이다.

## 관련 성어
금(琴)은 슬(瑟)과 음색이 어울리기 때문에 항상 함께 편성된다는 데에서 '금슬상화'(琴瑟相和)라는 말이 생겨났다. '금슬상화'는 부부의 사이가 좋은 것을 표현하는 말이며, 와전되어 '금실 좋다'고도 쓴다.

## 참고 문헌
- 이 문서에는 다음커뮤니케이션(현 카카오)에서 GFDL 또는 CC-SA 라이선스로 배포한 글로벌 세계대백과사전의 내용을 기초로 작성된 글이 포함되어 있습니다.